# Epiplatys duboisi
Epiplatys duboisi är en fiskart som beskrevs av Max Poll 1952. Epiplatys duboisi ingår i släktet Epiplatys och familjen Nothobranchiidae. IUCN kategoriserar arten globalt som livskraftig. Inga underarter finns listade i Catalogue of Life.